# Wii Magazin
Das Wii Magazin – zuvor 64 Power (Erstausgabe 4–5/1997), big.N (Erstausgabe 12/1999), N Games (Erstausgabe 10/2003) – war eine etwa 120 Seiten große Videospielezeitschrift mit einer ehemaligen Auflage von 50.000 Stück. Das Magazin benannte sich im Dezember 2006 in Wii Magazin um, kurz vor der Einführung der Wii, und erschien bis 3/2007 im BriStein-Verlag aus Bochum. Es erschien im Zweimonatszyklus und berichtete neben aktuellen Wii-Spielen auch über Virtual-Console- und DS-Spiele. Aufgelegt wurde es im LiveEmotion Verlag. Seit Anfang 2009 war das Wii Magazin das meistverkaufte Nintendo-Magazin in Deutschland. Daraufhin musste die N-Zone, die bis dato diesen Titel trug, einen Werbebanner von ihrer Titelseite entfernen. Zunächst wurde das Magazin im Oktober 2011 eingestellt und sollte zum Start der Wii U unter neuen Namen wieder veröffentlicht werden. Als Folge der Insolvenz des LiveEmotion Verlages und dem Kauf aller Rechte durch die Marquard Media Gruppe wurden diese Pläne jedoch aufgegeben. Die Auflage des Wii Magazins war IVW-kontrolliert.

## Wertungssystem
Zu jedem Test wurde ein Text geschrieben, der das Spiel erklärt und die wichtigsten Aspekte auflistete. Dieser war mit einigen Bildern aus dem Spiel selbst unterlegt.
Zu jedem einseitigen Test gab es einen Wertungskasten der in sieben Bereiche eingeteilt war:

### Allgemeines
Im ersten Teil wurde der Vertrieb sowie der Internetauftritt, das Genre, die minimale bis zur maximalen Anzahl der Spieler, die Sprache, die Alterseinstufung der USK, das Veröffentlichungsdatum und der Preis genannt. Außerdem war das Cover des Spiels zu sehen.

### Positives/Negatives
Es wurden danach insgesamt vier positive und negative Seiten des Spiels in Stichworte zusammengefasst.

### Schwierigkeitsgrad
In diesem Kastenabschnitt wurde der Schwierigkeitsgrad von 1 bis 10 bewertet. Grafisch umgesetzt wurde dies mit einer grauen Leiste, die blau gefüllt war. Außerdem wurde in diesem Abschnitt gesagt ob die Sensorsteuerung eingebunden ist und ob es einen Onlinemodus gab.

### Alternative
Als Alternative wurde ein ähnliches Spiel mit deren Prozentzahl genannt.

### Bewertung
Es wurde mit den gleichen grafischen Mitteln wie beim Schwierigkeitsgrad gearbeitet. Auch hier wurde auf einer Skala von 1 bis 10 gearbeitet. Es werden Grafik, Sound, Spielspaß, Steuerung und Multiplayer bewertet. Falls eines davon nicht vorhanden sein sollte, wird "nicht vorhanden" angegeben.

### Fazit
Im Fazit wurde das Spiel mit einem bis zwei Sätzen kurz kommentiert.

### Wertung
In der Wertung stand die Prozentzahl, die das Magazin vergibt.
Wenn ein Test über 90 % erreicht wurde, bekam er ein Wii Magazin Kauftipp-Logo, war die Prozentzahl niedriger als 20 ein Finger Weg-Award. Seit der Ausgabe 04/2009 gab es auch am Anfang des Magazins einen Test des Monats. Dies war immer ein Spiel, das die Redaktion besonders hervorheben wollte, aber meistens keinen Kauftipp bekommen hat.

#### Prozentzahlen
Von 0 %-19 % gab es die Note Ungenügend, von 20 %-49 % Mangelhaft, von 50 %-59 % Ausreichend und von 60 %-74 % Befriedigend. Ein Gut gab es von 75 %-84 % und die Note Sehr Gut ab 85 %.

## Redaktion
Die Redaktion bestand aus Martin Mirbach, Stefan Schröder (Abkürzung: SRÖ), Björn Seum (BS), Benjamin Kegel (BK), Marco Cabibbo (MC), Karsten Rohloff (KR) und Tom Gerlach. Große Teile der Redaktion arbeiteten auch an den Vorgängern des Magazines mit. Martin Mirbach war der Chefredakteur und schrieb in jeder Ausgabe das Vorwort. Die Rubrik Posthütte, welche die Leserbriefe abhandelt, wurde anfänglich von Thomas Richter geleitet. Sowohl er selbst als auch die Leser bezeichnen ihn als Onkel Tom. Nach Richters Weggang übernahm Tom Gerlach die Rubrik und den Spitznamen. Die Redakteure des Magazines arbeiteten auch an den Zeitschriften XBG Games sowie PlayBlu. Alle Magazine waren unabhängig.
Nach der Schließung des Live-Emotion-Verlags führte Computec Media die Magazine XBG Games und PlayBlu weiter. Die Redakteure Marco Cabibbo und Benjamin Kegel wechselten ebenfalls zum neuen Verlag und betreuten dort bis ebenfalls zur Einstellung weiterhin die XBG Games. Die PlayBlu wurde schon kurz darauf eingestellt. Seit dem Ausscheiden des Redakteurs Christoph Kraus bei der N-Zone arbeiten Marco Cabibbo und Benjamin Kegel zudem bei der N-Zone mit.